# Johann Ernst Schulz

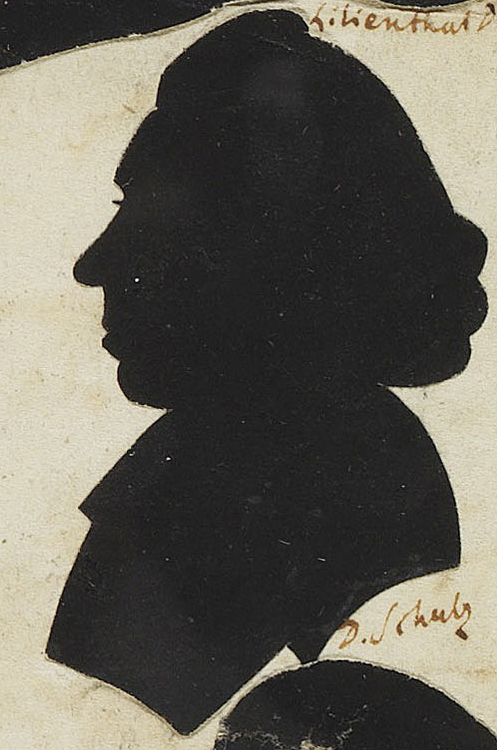
Johann Ernst Schulz (Scherenschnitt)

Johann Ernst Schulz (* 20. Dezember 1742 in Dreysee in Ostpreußen; † 9. April 1806 in Königsberg (Preußen)) war ein deutscher lutherischer Theologe und ab 1778 Generalsuperintendent in Königsberg.

## Leben
In seinem zehnten Lebensjahr kam er nach Königsberg, wo er die Altstädter Schule besuchte und 1759 ein Studium an der Universität Königsberg begann. Sein prägender Lehrer wurde Theodor Christoph Lilienthal (1717–1781), bei dem er 1760 eine Hauslehrerstelle antrat. 1767 wurde er Lehrer am Waisenhaus in Königsberg und erhielt dort 1771 eine Predigerstelle. Nach Veröffentlichung einiger Schriften theologischen Inhalts wurde er 1778 Doktor der Theologie und ordentlicher Professor der Theologie an der Königsberger Hochschule. Damit verbunden ernannte man ihn zum königlich-preußischen Konsistorialrat, Oberhofprediger und Generalsuperintendenten in Königsberg für Ostpreußen als Nachfolger des zurückgetretenen Johann August von Starck. Als Generalsuperintendent saß er qua Amt dem lutherischen Preußischen Konsistorium zu Königsberg vor, der regionalen Kirchenbehörde des Lutherischen Oberkonsistoriums zu Berlin, die für die gesamte Monarchie zuständig waren. 1783 stieg er in die zweite theologische Professur auf und 1799 in die erste theologische Professur, die er bis zu seinem Lebensende innehatte.

## Werke
- Symbola ad theologiam typicam. Konigsberg 1771
- Observationum theologica Fasciculus primus. Königsberg und Leipzig 1772
- Commentatio theologica de naevis nonnullis Socianorum in Hermeneutica sacra. Königsberg 1776
- Progr. II de nexu religionis christianae cum libris Judaeorum sacris in Matth. 5, 17-19. Königsberg 1778–1779
- Huldigungspredigt beim Regierungsantritt Friedrich Wilhelms II. Königs von Preußen, in der Schloßkirche Königsberg gehalten. Königsberg 1786
- Progr. de mortuis per peccata cum Christo vivificatis, ad locum Ephes. 2, 1-5. Königsberg 1787
- Entwurf der gemeinnützigen Erkenntnislehren des Christenthums. Königsberg 1788
- Elementa theologiae popularis theoreticae, in usum auditorum tabulis comprehensa. Königsberg 1791
- Sammlung einiger Predigten. Königsberg 1791
- Progr. II. de systemate in libris Christianorum sacris obvio. Königsberg 1792–1793
- Progr. de prunis in caput adversarii ad Proverb. 25, 21.22 et Rom. 12, 19-21 conservatis. Königsberg 1802

## Weblink
- Index Königsberger Professoren (englisch)